# Znojnyj ijul'
Znojnyj ijul' (Знойный июль) è un film del 1965 diretto da Viktor Ivanovič Tregubovič.